# Liste der Monuments historiques in Saint-Genès-de-Lombaud
Die Liste der Monuments historiques in Saint-Genès-de-Lombaud führt die Monuments historiques in der französischen Gemeinde Saint-Genès-de-Lombaud auf.

## Liste der Bauwerke
| Bezeichnung     | Beschreibung              | Standort | Kennzeichnung | Schutzstatus | Datum | Bild |
| --------------- | ------------------------- | -------- | ------------- | ------------ | ----- | ---- |
| Kirche St-Genès | Erbaut im 12. Jahrhundert | (Lage)   | PA00083742    | Classé       | 2004  |      |

## Liste der Objekte
- Monuments historiques (Objekte) in Saint-Genès-de-Lombaud in der Base Palissy des französischen Kultusministeriums